# Clima oceanico

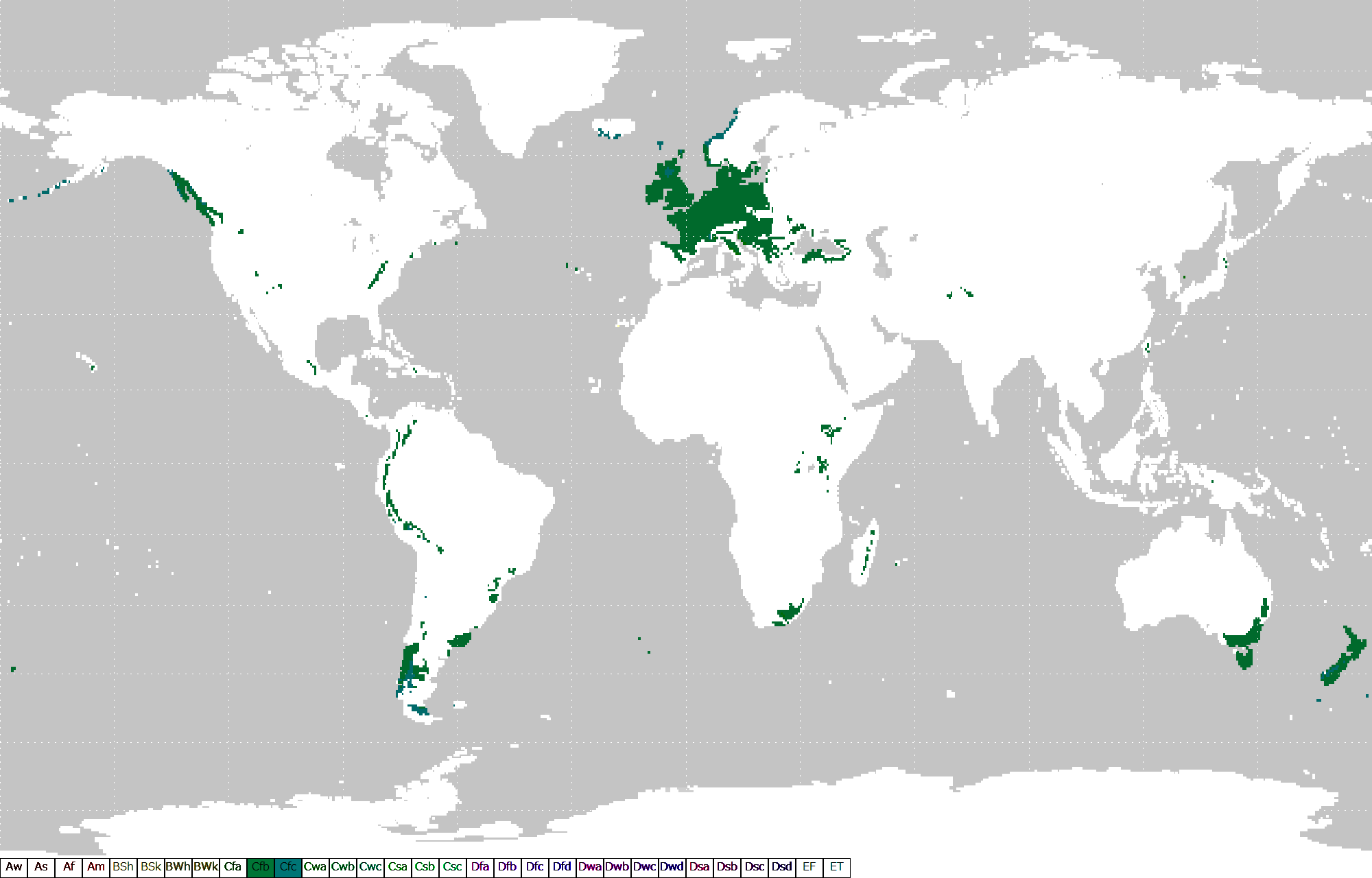
Clima oceanico

Il clima oceanico o clima atlantico è un tipo di clima che si trova tipicamente lungo le coste ovest alle medie latitudini in tutti i continenti del mondo e nell'Australia sud-orientale. Climi simili si trovano anche sulle alture tropicali.

## Descrizione
I climi oceanici sono caratterizzati da una leggera escursione termica al contrario del clima temperato umido: il clima oceanico è mitigato dalla Corrente del Golfo del Messico. Il clima atlantico presenta inverni freddi e rigidi ed estati miti per via della corrente del golfo del Messico.
Le precipitazioni sono pertanto possibili in ogni periodo dell'anno, eccetto che nelle aree tropicali, che avranno climi più simili a quello della savana (con clima secco in inverno). Un'altra eccezione parziale è il nord-ovest del Pacifico, in cui le estati sono relativamente secche, ma la stagione delle piogge è molto umida e abbastanza lunga per evitare l'arsura estiva che si verifica invece nelle regioni a clima mediterraneo.
Le caratteristiche della temperatura variano tra i climi oceanici: le regioni a più bassa latitudine sono subtropicali da un punto di vista di calore, ma più comunemente prevale un clima temperato, con inverni freschi, ma non freddi ed estati tiepide ma non calde. Le estati sono generalmente più fresche che nelle aree con clima umido subtropicale. Spostandosi verso i poli, c'è una zona di clima oceanico subpolare (Köppen Cfc), con inverni relativamente miti ed estati fresche che durano meno di quattro mesi: in questa fascia di clima cadono, ad esempio, la costa dell'Islanda (emisfero boreale) e il sud del Cile (emisfero australe).
I climi oceanici sono classificati come umidi, in relazione alle precipitazioni, con l'eccezione del clima oceanico della Patagonia che è invece un clima oceanico secco.

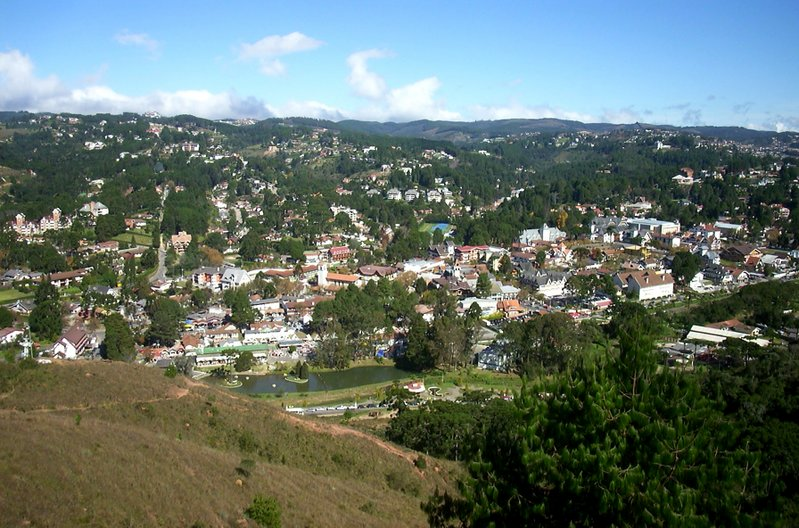
Campos do Jordão è la città più alta del Brasile con 1628 metri di altitudine e ha un clima oceanico tipo Cwb

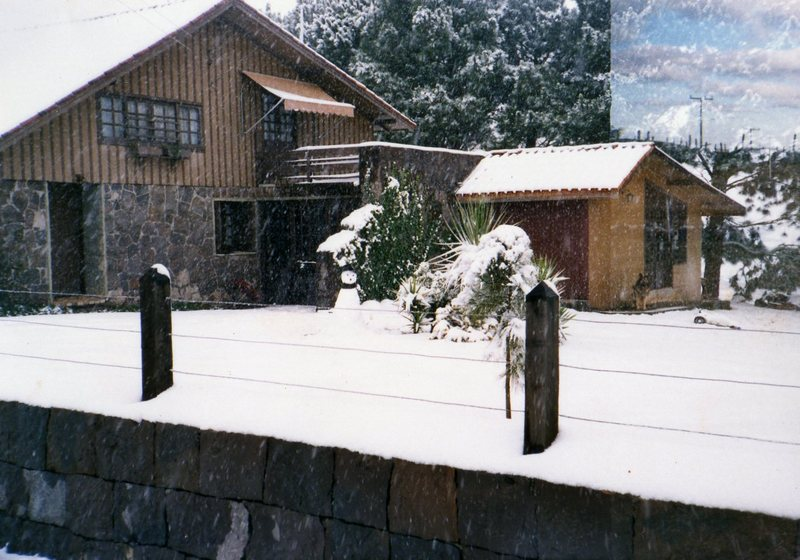
São Joaquim è una delle città più fredde del Brasile, ha un clima oceanico tipo Cfb

### Città che presentano un clima oceanico
Tra le più importanti città che possiedono un clima oceanico ci sono: 
- Dublino, Irlanda
- Londra, Regno Unito
- Amsterdam, Paesi Bassi
- Bogotà, Colombia
- Bruxelles, Belgio
- Parigi, Francia
- Bergen, Norvegia
- Amburgo, Germania
- Copenaghen, Danimarca
- Samsun, Turchia
- Hobart, Australia
- Portland, Oregon
- Seattle, Washington
- Vancouver, Canada
- Puerto Montt, Cile
- Mar del Plata, Argentina
- Wellington, Nuova Zelanda
- Cobán, Guatemala
- Caxias do Sul, Brasile
- Curitiba, Brasile
- La Esperanza, Honduras
- Invercargill, Nuova Zelanda
- Dunedin, Nuova Zelanda
- Punta del Este, Uruguay

San Francisco, California ha una variazione delle temperature caratteristica del climi oceanici, ma ha poche precipitazioni durante l'estate, quasi indistinguibili da quelle invernali: per questo è annoverata tra i climi mediterranei.